# Bertrando del Poggetto
Bertrando del Poggetto, Bertrand du Pouget in lingua francese (Castelnau-Montratier, 1280 circa – Villeneuve-lès-Avignon, 3 febbraio 1352), è stato un cardinale, vescovo cattolico e condottiero francese.

## Biografia

### Primo periodo (1280-1319)
Bertrando nacque da una nobile famiglia originaria del Quercy, ed avviato – in quanto figlio cadetto – alla carriera ecclesiastica: in questa scelta influì senz'altro lo zio materno di Bertrand, Jacques Duèze, all'epoca vescovo di Avignone e futuro Papa con il nome di Giovanni XXII. Ottenuto il dottorato in teologia ed in diritto canonico, Bertrando, con la protezione dello zio vescovo, iniziò ad accumulare diversi benefici ecclesiastici: canonico della chiesa di Notre-Dame de Pont-Fract (1310) e poi decano di Issigeac (1312). Nel 1316 il suo protettore divenne papa, prendendo il nome di Giovanni XXII: questi gli concesse ulteriori titoli quali quello di canonico della cattedrale di Narbona ed arcidiacono di Le Mans. Il 17 dicembre di quello stesso 1316, infine, Giovanni XXII lo elevò alla porpora cardinalizia con il titolo di San Marcello.

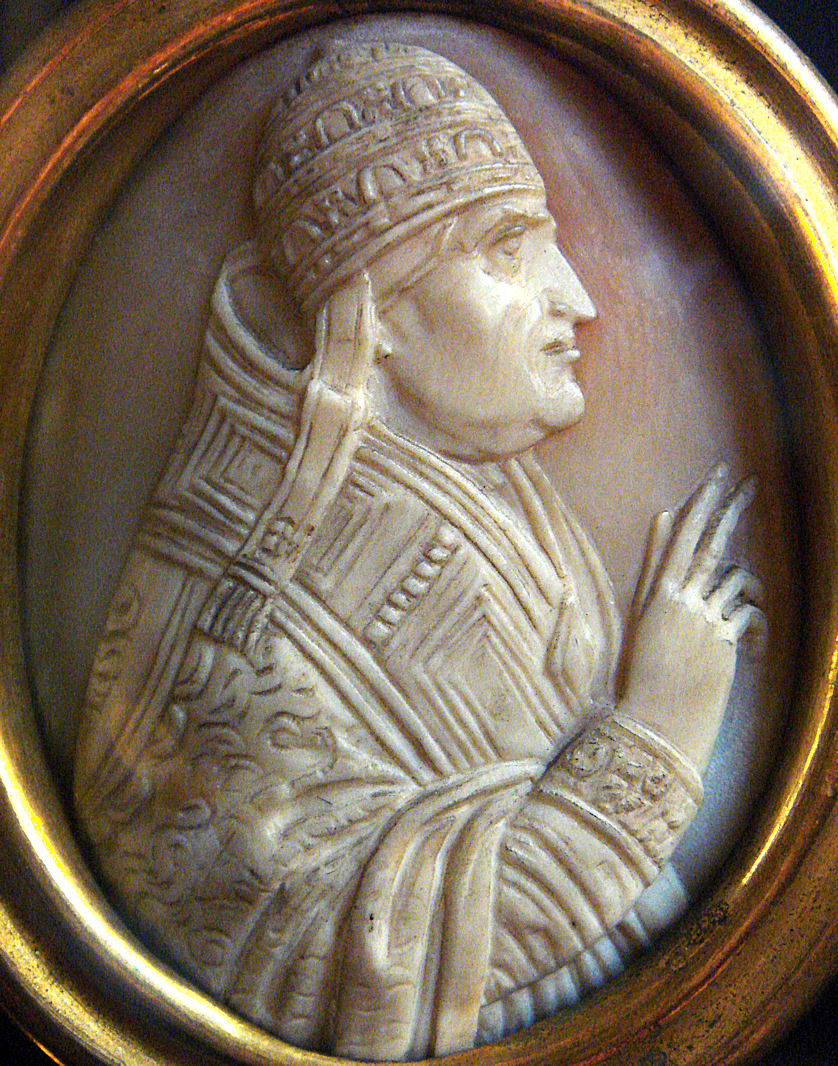
Cammeo raffigurante Giovanni XXII

### La spedizione in Italia (1319-1334)

#### Panorama politico
La cattività avignonese aveva indebolito l'autorità pontificia sull'Italia. Del vuoto di potere creatosi aveva approfittato l'imperatore Ludovico il Bavaro per rinvigore i suoi sostenitori italiani, i ghibellini (contrapposti ai guelfi, sostenitori del Papa). Aveva quindi conferito il titolo di vicario imperiale a Matteo Visconti, signore di Milano: costui aveva intrapreso una poderosa campagna bellica nell'Italia settentrionale (1314-1316), conquistando Pavia, Alessandria, Tortona, Vercelli, Parma e Piacenza.
Il signore di Verona Cangrande della Scala, nel frattempo, stava estendendo i propri possedimenti in Veneto e Passerino Bonacolsi, signore di Mantova, aveva ottenuto il controllo su Modena. Per fronteggiare l'aggressività ghibellina, nel 1314 Clemente V (un mese prima di morire) aveva nominato vicario pontificio Roberto d'Angiò, re di Napoli e principale sostenitore della politica guelfa in Italia, assieme alla Repubblica di Firenze. Giovanni XXII, succeduto a Clemente V dopo più di due anni di vacanza della Santa Sede, si affrettò a riconfermare la nomina fatta dal suo predecessore.
L'aspra politica antighibellina di Giovanni XXII (il quale diffidò i Signori di Milano, Verona e Mantova dal fregiarsi del titolo di vicari imperiali, non riconobbe l'elezione imperiale e fece scomunicare Matteo Visconti per eresia), portò ad un consolidamento del fronte ghibellino, capeggiato dai Visconti di Milano, gli Scaligeri di Verona, e i Bonacolsi di Mantova, sostenuti dall'imperatore Ludovico. Nonostante gli sforzi del pontefice, la posizione della Chiesa in Italia rischiava di venir seriamente compromessa dall'avanzata ghibellina, minacciando in questo modo non solo i sostenitori storici della Chiesa (Firenze e Napoli), ma anche gli stessi possedimenti pontifici, in particolare la Romagna: questa terra era infatti divisa in molte piccole signorie, che però ufficialmente derivavano la loro autorità dalla nomina pontificia.

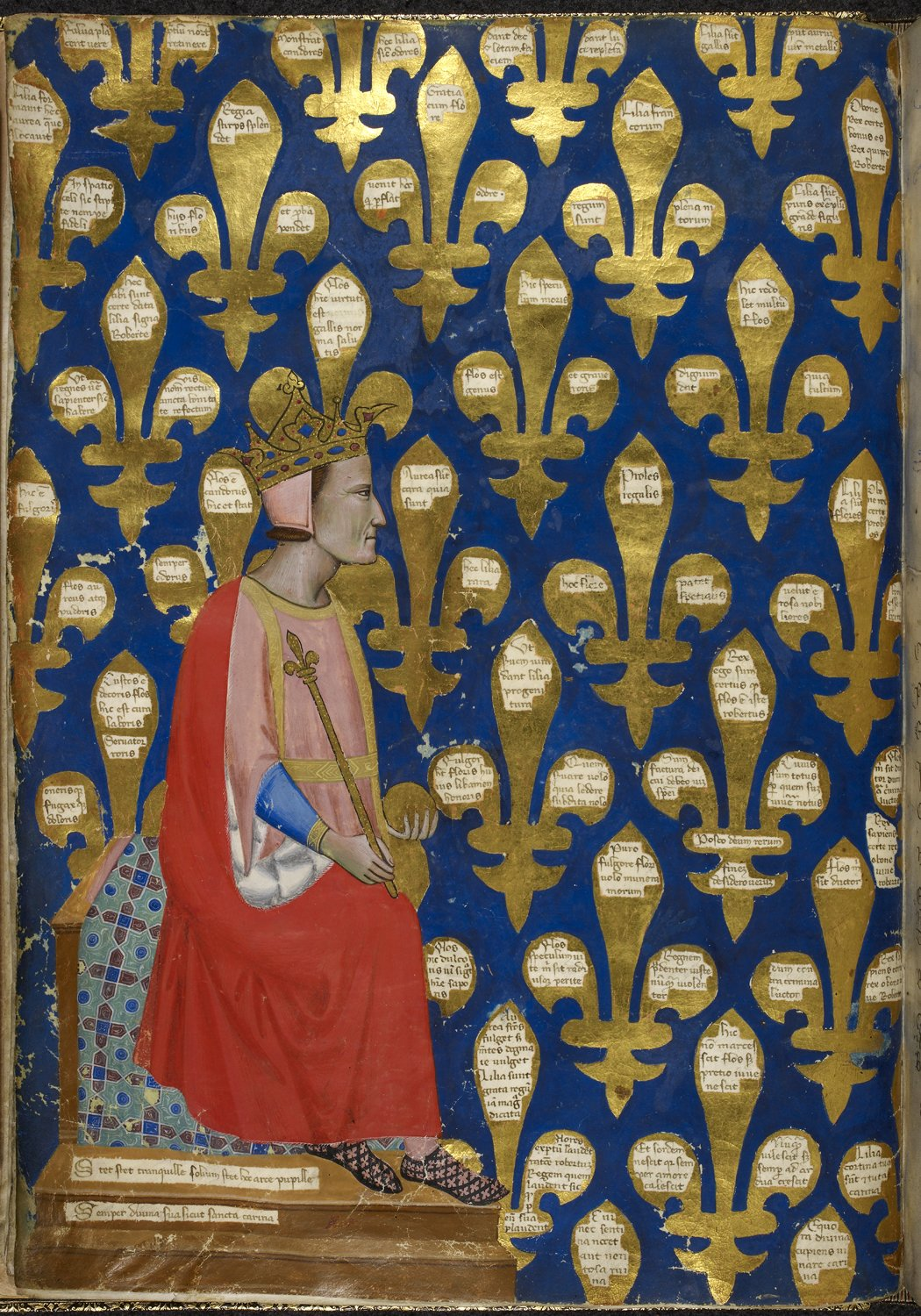
Miniatura raffigurante Roberto d’Angiò. British Library

#### Nomina a legato papale (1320-1327)
Giovanni XXII si decise ad intervenire: nel 1319 nominò Bertrando quale legato pontificio per Lombardia, Provincia Romandiolæ (l'insieme della Romagna con il Bolognese) e Toscana definendolo – nella bolla di nomina – «il nostro angelo della pace». Bertrando reclutò quindi un esercito di mercenari con cui, nel 1320, entrò in Italia. Il suo intervento ribaltò i rapporti di forze: tra il 1320 ed il 1327 il cardinale tolse ai Visconti Asti, Pavia, Piacenza e Parma. Non riuscì tuttavia ad impadronirsi di Milano, poiché l'esercito guelfo venne pesantemente sconfitto dai Visconti presso Vaprio d'Adda il 28 febbraio 1324. In ogni caso il vero obiettivo di Bertrando era impadronirsi di Bologna, città strategica per impedire ai ghibellini di avanzare verso la Toscana e Roma.
Temendo l'avanzata di Ludovico il Bavaro, il quale stava organizzando una spedizione da Trento, la città emiliana si arrese spontaneamente e Bertrando vi entrò il 3 febbraio 1327, ricevendone la signoria cinque giorni dopo. Iniziò immediatamente la costruzione di un sontuoso palazzo-castello, la Rocca di Galliera, ultimata nel 1332; da un lato esso doveva rafforzare le difese felsinee, e dall'altro divenire la provvisoria sede pontificia in vista del definitivo rientro del Papa a Roma (come conferma Francesco Petrarca in una lettera del 1331). La costruzione del palazzo bolognese fornì l'occasione al cardinale di mostrare le sue qualità di mecenate: gli storici dell'arte, infatti, ritengono che la cappella palatina fosse stata decorata da Giotto, di cui è accertata la presenza a Bologna in quel periodo.

#### Operazioni in Italia (1327-1330)

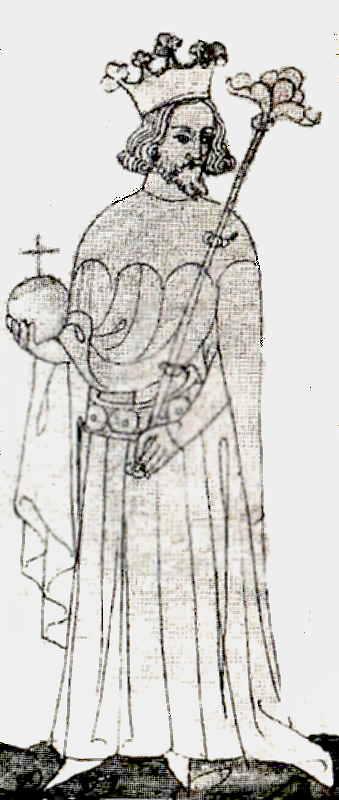
Incisione raffigurante Giovanni di Boemia

L'alleato di Bertrando, Roberto d'Angiò, assecondava sia politicamente che militarmente l'attività del cardinale, e ne approfittava facendo nominare nelle città conquistate dei podestà a lui fedeli: era evidente che intendesse estendere la propria influenza nel Settentrione per trasformare il Regno di Napoli nella prima potenza in Italia. Bertrando – come dimostrano le relazioni al Pontefice – era conscio delle intenzioni del sovrano angioino, che contrastavano con la politica papale in Italia: questa politica infatti preferiva mantenere tanti piccoli stati con cui trattare e su cui estendere la propria influenza. Questo nonostante il re di Napoli fosse pur sempre il primo alleato del pontefice sul suolo italiano.
Tali contrasti furono provvisoriamente sopiti a causa della discesa dell'imperatore Ludovico il Bavaro in Italia (1327): dopo i primi successi (riconquista di Piacenza, Parma e Pavia), però, l'imperatore commise una serie di errori che lo screditarono agli occhi dei ghibellini italiani: quello principale fu di togliere Milano ai Visconti, i suoi principali alleati di cui però non apprezzava l'eccessiva indipendenza. L'atto impaurì gli altri potentati ghibellini, che ritirarono il loro sostegno all'imperatore. La stessa Pisa, storica città imperiale, chiuse le porte in faccia a Lodovico che – per entrarvi – dovette assediarla. Nel 1329 Ludovico, vista l'impossibilità di imporre il suo controllo sulla lega ghibellina, ritornò in Germania.
L'anno dopo, Milano e Verona (ghibelline, anche se ormai solo di nome) assediarono la guelfa Brescia, che chiamò in suo soccorso re Giovanni I di Boemia. Costui scese in Italia con un esercito e liberò la città lombarda, che gli si offrì in feudo: Bertrando vide in Giovanni l'occasione per arginare l'eccessivo potere del re di Napoli e passò decisamente dalla sua parte.
Giovanni, con il suo favore, riconquistò Parma, Vercelli, Piacenza e Pavia, le restituì alla Santa Sede, che gliele lasciò governare quali feudi pontifici. Con questa manovra le città del Settentrione furono sottratte all'influenza di Napoli.

#### Sconfitta (1330-1334)
Roberto d'Angiò capì le intenzioni del cardinale e per sventarle mise in atto una politica coraggiosa. Il re di Napoli aveva infatti compreso che il vecchio schema guelfi-ghibellini era tramontato: le varie potenze italiane infatti vedevano la fedeltà all'imperatore o al Papa solo come un aiuto esterno per ingrandire e mantenere il proprio potere. Queste potenze si sarebbero schierate contro chiunque avesse osato minacciare tale potere. Nel 1332 Roberto convocò i principali signori italiani – guelfi e ghibellini – a Genova, li riappacificò e creò un'alleanza per sconfiggere Bertrando e Giovanni di Boemia. A tale lega parteciparono le guelfe Napoli e Firenze e le ghibelline Milano, Mantova e Ferrara. Per tutta risposta, in quel 1332, il Papa creò Bertrando marchese di Ancona e conte di Bologna, a riaffermare l'autorità pontificia su quelle terre.
Il cardinale decise con Giovanni di Boemia di muovere da Bologna su Ferrara per sottometterla ma nell'aprile del 1333 Pinalla Aliprandi condusse seicento fanti viscontei al soccorso della città e, il 14 del mese, insieme con le truppe scaligere, gonzaghesche e fiorentine, disfece l'esercito papale. Alla sconfitta fece seguito la ribellione dei signori della Romagna (Forlì, Rimini, Cervia e Ravenna) irritati dal rifiuto di Bertrando di fornire aiuto pecuniario per riscattare i prigionieri. Il re di Boemia concluse la pace con gli avversari, vendette le città italiane sotto il proprio dominio e ritornò in patria, mentre Bertrando si rinchiuse a Bologna.
Qui però i cittadini, vessati dalle angherie della truppa pontificia e malcontenti dell'eccessivo fiscalismo del legato pontificio, gli si rivoltarono contro il 17 marzo 1334 e lo assediarono nel Castello di Galliera, approfittando dell'assenza delle truppe pontificie, attirate fuori dalla città dal marchese d'Este. L'assedio durò circa 10 giorni ed avvenne senza l'uso di armi, ma obbligò gli occupanti del castello ad una resa incondizionata. Solamente grazie alla mediazione di Firenze, che inviò trecento cavalieri e quattro ambasciatori, Bertrando poté lasciare la città emiliana evitando il linciaggio (28 marzo) e – sbandati i pochi uomini rimastigli – fece rientro ad Avignone. I bolognesi rasero al suolo il castello: l'unica opera d'arte che si salvò dal saccheggio fu la pala d'altare della cappella del palazzo, opera di Giovanni di Balduccio (la prima ad essere costruita in marmo, fino ad allora erano tavole dipinte) che venne trasferita nella Basilica di San Domenico divenendone l'altare maggiore. Tramontata l'idea di creare una corte papale a Bologna, il papa fece erigere nel 1335 ad Avignone il proprio palazzo.

### Rientro e morte
Bertrando rientrò in Francia, alla corte papale: in quello stesso 1334 lo zio Giovanni XXII morì, e venne eletto Benedetto XII, che lo tenne distante dalla vita politica avignonese. Il cardinale quindi si ritirò a Villeneuve-lès-Avignon, in cui si fece costruire un fastoso castello e dove morì.

## Bertrando nell'arte e nello spettacolo
Al di là della figura politica e militare, Bertrando fu sicuramente un insigne mecenate. Chiamò a Bologna molti artisti per decorare il castello di Porta Galliera: tra tutti, Giovanni di Balduccio e Giotto. Dottore in diritto canonico, promosse ed incoraggiò lo studio di questa disciplina all'Università di Bologna e protesse in modo particolare il giurista Giovanni d'Andrea, che gli dedicò una delle sue Novellae in decretalibus.
Bertrando compare inoltre nel romanzo di Umberto Eco, Il nome della rosa e nell'omonimo film del 1986. Compare inoltre nei romanzi di Marcello Simoni (Abbazia dei cento peccati, Abbazia dei cento delitti e Abbazia dei cento inganni).
Nel 1982 il premio Nobel Dario Fo fa di Bertrando il protagonista nel lungo monologo Fabulazzo Osceno, in cui l'attore racconta la cosiddetta "guerra della merda": secondo una leggenda popolare - che però trova riscontro in una "cronaca" del 1343 - infatti vuole che proprio lo sterco fosse una delle principali "munizioni" catapultate dai bolognesi durante l'assedio di Bertrando nel castello di Porta Galliera.
La vicenda dell'assedio della Rocca di Galliera da parte del popolo bolognese in rivolta contro il regime del Cardinale Bertrando del Poggetto è stata inoltre ripresa con toni goliardici nella ballata in italiano e dialetto bolognese dal cantautore Fausto Carpani La rocca merdata.

## Successione apostolica
La successione apostolica è:
- Vescovo Guido, O.S.B. (1329)
- Arcivescovo Guglielmo di Capodiferro (1340)
- Papa Clemente VI (1342)
- Vescovo Barlaam di Seminara, O.S.B.I. (1342)
- Vescovo Adamo, O.F.M. (1345)
- Vescovo Arnaldo, O.F.M. (1345)
- Vescovo Bertoldo, O. Cist. (1345)
- Vescovo Jean de Maillac, O.F.M. (1348)
- Vescovo Bernardo Font, O. Carm. (1351)